# Antoine Carteret
Antoine Carteret (Genève, 3 april 1813 - Petit-Saconnex, 28 januari 1889) was een Zwitsers politicus voor de Vrijzinnig-Democratische Partij uit het kanton Genève.

## Biografie

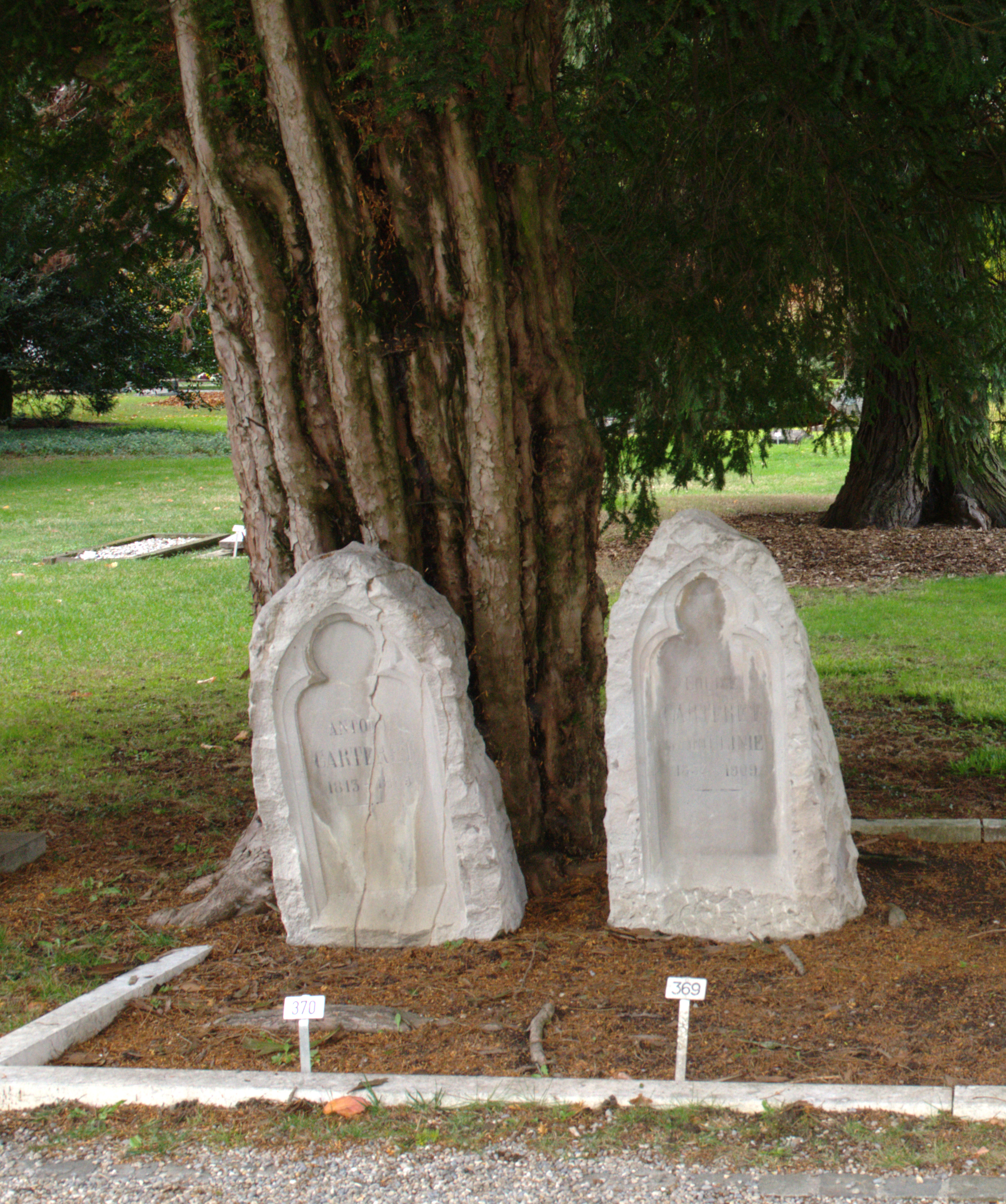
Graven van Antoine en Louise Carteret op het Cimetière des Rois in Genève.

Carteret zetelde van 6 november 1848 tot 1 november 1849 in de Kantonsraad. Van 6 december 1869 tot 1 december 1878 en van 5 december 1881 tot zijn overlijden op 28 januari 1889 zetelde hij in de Nationale Raad.